# Othresypna subolivacea
Othresypna subolivacea là một loài bướm đêm trong họ Noctuidae.